# Música y matemáticas

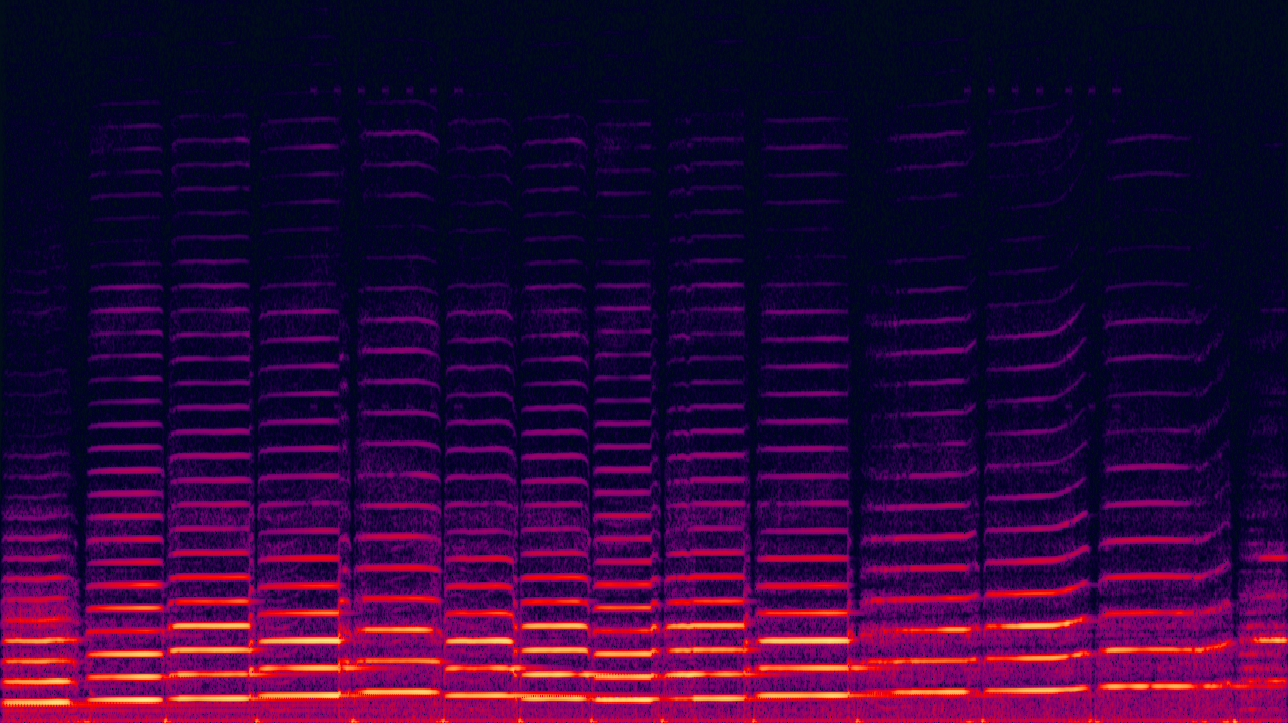
Un espectrograma de la forma de la onda de un violín, con la frecuencia en el eje vertical y tiempo en el eje horizontal. Las líneas brillantes muestran como los componentes del espectro cambian con el tiempo. La intensidad de coloración es logarítmica

Aunque se sabe que los antiguos chinos, egipcios y mesopotámicos estudiaron los principios matemáticos del sonido, son los pitagóricos de la Grecia antigua quienes fueron los primeros investigadores de la expresión de las escalas musicales en términos de proporcionalidades [ratio] numéricas, particularmente de proporciones de números enteros pequeños. Su doctrina principal era que “toda la naturaleza consiste en armonía que brota de números”.
Desde el tiempo de Platón, la armonía ha sido considerada una rama fundamental de la física, ahora conocida como acústica musical. Tempranos teóricos indues y chinos muestran acercamientos similares: todos quisieron mostrar que las leyes matemáticas de armonía y ritmos no eran sólo fundamentales para nuestro entendimiento del mundo sino para el bienestar del ser humano. Confucio, como Pitágoras, consideraban los números bajos :1, 2, 3, y 4 como la fuente de toda perfección.
Hoy día, las matemáticas tienen que ver más aún con acústica que con composición, y el uso de matemáticas en composición está históricamente limitada a las operaciones más simples de medir y contar[cita requerida]. El intento de estructurar y comunicar nuevas formas de componer y de escuchar la música ha llevado a las aplicaciones musicales de teoría de conjuntos, álgebra abstracta y teoría de números. Algunos compositores han incorporado la proporción áurea y los números de Fibonacci en su trabajo. La matemática es una de las bases de la música puesto que está presente en diversas áreas de ésta y es evidente en las afinaciones, disposición de notas, acordes y armonías, ritmo, tiempo, y nomenclatura. Además la música moderna proporciona un grado de concentración mayor especialmente en el estudio de las matemáticas

## Tiempo, ritmo y métrica
Sin los límites de la estructura rítmica - un arreglo fundamental igual y regular de la repetitividad del pulso musical, acento musical, frase y duración - la música sería imposible. En inglés antiguo la palabra "rima" (rhyme), derivada de "ritmo" (rhythm), fue asociada y confundida con "número" de "rin" (rim - number) - y el uso moderno musical de términos como "métrica" y "medida" también reflejan la importancia histórica de la música, al igual que la astronomía, en el desarrollo del conteo, aritmética y la medición exacta del tiempo y (frecuencia) período que son fundamentales a la física.

## Forma musical
La forma musical es el plano por el cual la música se extiende. El término "plano" (plan) también es usado en la Arquitectura, al cual frecuentemente la forma musical es comparada. Como el arquitecto, el compositor debe tomar en cuenta la función para que el trabajo se intenciona y los medios al alcance, economía y él hace uso de repetición y orden. Las formas comunes de forma conocidas como "binaria" y "forma terciaria" (doble y triple) nuevamente demuestran la importancia de valores enteros pequeños en la comprensión de la música.

## El sonido
El sonido es para el ser humano la forma en la que el oído percibe cierto tipo de vibraciones transmitidas por el aire (diferencias de presión atmosférica). El oído humano es capaz de percibir ondas que vibran a una frecuencia de entre 20 y 20.000 hercios (veces por segundo).
Las notas musicales se caracterizan por la frecuencia del armónico predominante al ser ésta tocada por un instrumento musical. El sonido produce notas musicales mediante el uso de las matemáticas que intervienen en la física. Por ejemplo, la nota LA corresponde a una frecuencia de 440 Hz, es decir 440 oscilaciones en cada segundo.

## Frecuencia y armonía
Una escala musical es un conjunto discreto de alturas que es utilizado para hacer o describir música. La escala más importante en la tradición occidental es la escala diatónica, pero muchas otras han sido utilizadas y propuestas en varias épocas históricas y partes del mundo. Cada tono corresponde a una frecuencia particular, expresada en hertz (Hz), a veces denominada ciclos por segundo (c.p.s.). Actualmente el tono estandarizado para afinar es el La 440 acordado en la Organización Internacional de Normalización (ISO) en 1955. Una escala tiene un intervalo de repetición, normalmente la octava. La octava se refiere a una frecuencia exactamente el doble de la afinación dada. La relación sería de 2:1 siendo esta la mayor consonancia.
Otras relaciones simples como 3:4, o 2:3 corresponden a intervalos justos, por ejemplo DO-FA o DO-SOL. Por el contrario, las relaciones complicadas dan lugar a disonancias como por ejemplo un intervalo de 7.ª DO-SI. Las disonancias dan la sensación de movimiento y "piden" ser resueltas en una consonancia que, al contrario, transmite reposo o conclusión.
Cuando se expresa como anchura de banda de frecuencia, una octava La2-La3 va de 110 Hz a 220 Hz (tramo=110 Hz). La siguiente octava se extenderá de 220 Hz a 440 Hz (tramo=220 Hz). La tercera octava abarca desde 440 Hz hasta 880 Hz (tramo=440 Hz) y así sucesivamente. Cada octava sucesiva abarca el doble de la gama de frecuencias de la octava anterior.
Debido a que a menudo nos interesan las relaciones entre las afinaciones (conocidas como intervalos) más que las afinaciones precisas en sí mismas al describir una escala, es habitual referirse a todas las afinaciones de la escala en términos de su relación con una afinación en particular, a la que se le da el valor de una (a menudo escrita 1/1), generalmente una nota que funciona como la tónica de la escala. Para la comparación del tamaño del intervalo, a menudo se utilizan cent.

## Congreso Internacional de Música y Matemáticas
El primer Congreso Internacional de Música y Matemática, celebrado en Puerto Vallarta, México, del 26 al 29 de noviembre de 2014, fue convocado por la Universidad de Guadalajara, la Universidad Nacional Autónoma de México y el Instituto Nacional de Bellas Artes de México, y estuvo presidido por Guerino Mazzola, de la Universidad de Minnesota. Véase: http://icmm.cucei.udg.mx Los materiales revisados y editados de ese primer encuentro fueron publicados en el libro The Musical-Mathematical Mind (Springer, Berlin, 2017), con novedosas aportaciones a las matemáticas y la musicología de frontera. A partir de 2015 el Congreso fue adoptado por la Facultad de Música de la Universidad Federal de Río de Janeiro, que le ha dado continuidad en sucesivas ediciones.